# Wasilij Sorokin
Wasilij Kuźmicz Sorokin (ur. 1899 w Twerze, zm. 1967 w Kalininie) – funkcjonariusz radzieckich organów bezpieczeństwa, jeden z wykonawców zbrodni katyńskiej.
Miał wykształcenie podstawowe, od 1930 w WKP(b), od 8 kwietnia 1935 w organach NKWD. Od 1935 do maja 1937 strażnik Zarządu NKWD obwodu kalinińskiego, od maja 1937 do października 1941 starszy nadzorca więzienia wewnętrznego Zarządu NKWD obwodu kalinińskiego. Wiosną 1940 uczestniczył w masowym mordzie na polskich więźniach z obozu w Ostaszkowie, za co 26 października 1940 ludowy komisarz spraw wewnętrznych ZSRR Ławrientij Beria przyznał mu nagrodę pieniężną. W 1954 starszy nadzorca Zarządu KGB obwodu kalinińskiego w stopniu starszego sierżanta.

## Odznaczenia
- Order Czerwonego Sztandaru (5 listopada 1954)
- Order Czerwonej Gwiazdy (25 lipca 1949)
- Medal „Za zasługi bojowe” (19 stycznia 1945)